# Damernas turnering i fotboll vid olympiska sommarspelen 1996
Damernas fotbollsturnering vid de olympiska spelen 1996 vanns av USA som därmed tog sin första olympiska guldmedalj i fotboll. I finalen slog de Kina med 2–1. Bronset tog Norge efter seger över Brasilien i bronsmatchen.

## Kvalificerad nationer
- Danmark
- Brasilien
- Japan
- Kina
- Norge
- Sverige
- Tyskland
- USA (värdnation)

## Arenor
| Athens                    | Birmingham                                   | Miami                                        |
| ------------------------- | -------------------------------------------- | -------------------------------------------- |
| Sanford Stadium           | Legion Field                                 | Orange Bowl                                  |
| Kapacitet: 86 100         | Kapacitet: 81 700                            | Kapacitet: 74 476                            |
|                           |                                              |                                              |
| Orlando                   | · Athens Birmingham Miami Orlando Washington | · Athens Birmingham Miami Orlando Washington |
| Citrus Bowl               | · Athens Birmingham Miami Orlando Washington | · Athens Birmingham Miami Orlando Washington |
| Kapacitet: 65 000         | · Athens Birmingham Miami Orlando Washington | · Athens Birmingham Miami Orlando Washington |
|                           | · Athens Birmingham Miami Orlando Washington | · Athens Birmingham Miami Orlando Washington |
| Washington                | · Athens Birmingham Miami Orlando Washington | · Athens Birmingham Miami Orlando Washington |
| Robert F. Kennedy Stadium | · Athens Birmingham Miami Orlando Washington | · Athens Birmingham Miami Orlando Washington |
| Kapacitet: 56 500         | · Athens Birmingham Miami Orlando Washington | · Athens Birmingham Miami Orlando Washington |
|                           | · Athens Birmingham Miami Orlando Washington | · Athens Birmingham Miami Orlando Washington |

## Domare
| Afrika - Gamal Al-Ghandour (Egypten) Asien - Omer Al Mehannah (Saudiarabien) Europa - Pierluigi Collina (Italien) - Bente Skogvang (Norge) - José María García-Aranda (Spanien) - Ingrid Jonsson (Sverige) | Nord- och centralamerika samt Karibien - Sonia Denoncourt (Kanada) - Benito Archundia (Mexiko) Oceanien - Eddie Lennie (Australien) Sydamerika - Cláudia Vasconcelos (Brasilien) |

## Gruppspel

### Grupp E
| Nr | Lag     | S | V | O | F | GM | IM | MS | P |
| -- | ------- | - | - | - | - | -- | -- | -- | - |
| 1  | Kina    | 3 | 2 | 1 | 0 | 7  | 1  | +6 | 7 |
| 2  | USA     | 3 | 2 | 1 | 0 | 5  | 1  | +4 | 7 |
| 3  | Sverige | 3 | 1 | 0 | 2 | 4  | 5  | −1 | 3 |
| 4  | Danmark | 3 | 0 | 0 | 3 | 2  | 11 | −9 | 0 |

| 3           | 21 juli 1996 | USA                                                   | 3 – 0           | Danmark | Citrus Bowl                                                    |                                                                |
| 16:00 UTC–4 | 16:00 UTC–4  | Tisha Venturini 37′ Mia Hamm 41′ Tiffeny Milbrett 49′ | (2 – 0) Rapport |         | Orlando Publik: 25 303 Domare: Cláudia Vasconcelos (Brasilien) | Orlando Publik: 25 303 Domare: Cláudia Vasconcelos (Brasilien) |
| 16:00 UTC–4 | 16:00 UTC–4  |                                                       |                 |         | Orlando Publik: 25 303 Domare: Cláudia Vasconcelos (Brasilien) | Orlando Publik: 25 303 Domare: Cláudia Vasconcelos (Brasilien) |
| 16:00 UTC–4 | 16:00 UTC–4  |                                                       |                 |         | Orlando Publik: 25 303 Domare: Cláudia Vasconcelos (Brasilien) | Orlando Publik: 25 303 Domare: Cláudia Vasconcelos (Brasilien) |

| 4           | 21 juli 1996 | Sverige | 0 – 2           | Kina                            | Orange Bowl                                              |                                                          |
| 16:00 UTC–4 | 16:00 UTC–4  |         | (0 – 2) Rapport | 31′ Shi Guihong 32′ Zhao Lihong | Miami Publik: 46 724 Domare: Gamal Al-Ghandour (Egypten) | Miami Publik: 46 724 Domare: Gamal Al-Ghandour (Egypten) |
| 16:00 UTC–4 | 16:00 UTC–4  |         |                 |                                 | Miami Publik: 46 724 Domare: Gamal Al-Ghandour (Egypten) | Miami Publik: 46 724 Domare: Gamal Al-Ghandour (Egypten) |
| 16:00 UTC–4 | 16:00 UTC–4  |         |                 |                                 | Miami Publik: 46 724 Domare: Gamal Al-Ghandour (Egypten) | Miami Publik: 46 724 Domare: Gamal Al-Ghandour (Egypten) |

| 7           | 23 juli 1996 | USA                                       | 2 – 1           | Sverige                   | Citrus Bowl                                           |                                                       |
| 18:00 UTC–4 | 18:00 UTC–4  | Tisha Venturini 15′ Shannon MacMillan 62′ | (1 – 0) Rapport | 64′ (sjm.) Carla Overbeck | Orlando Publik: 28 000 Domare: Bente Skogvang (Norge) | Orlando Publik: 28 000 Domare: Bente Skogvang (Norge) |
| 18:00 UTC–4 | 18:00 UTC–4  |                                           |                 |                           | Orlando Publik: 28 000 Domare: Bente Skogvang (Norge) | Orlando Publik: 28 000 Domare: Bente Skogvang (Norge) |
| 18:00 UTC–4 | 18:00 UTC–4  |                                           |                 |                           | Orlando Publik: 28 000 Domare: Bente Skogvang (Norge) | Orlando Publik: 28 000 Domare: Bente Skogvang (Norge) |

| 8           | 23 juli 1996 | Danmark         | 1 – 5           | Kina                                                               | Orange Bowl                                            |                                                        |
| 18:00 UTC–4 | 18:00 UTC–4  | Lene Madsen 55′ | (0 – 4) Rapport | 10′ Shi Guihong 15′ Liu Ailing 29′, 59′ Sun Qingmei 36′ Fan Yunjie | Miami Publik: 34 871 Domare: Benito Archundia (Mexiko) | Miami Publik: 34 871 Domare: Benito Archundia (Mexiko) |
| 18:00 UTC–4 | 18:00 UTC–4  |                 |                 |                                                                    | Miami Publik: 34 871 Domare: Benito Archundia (Mexiko) | Miami Publik: 34 871 Domare: Benito Archundia (Mexiko) |
| 18:00 UTC–4 | 18:00 UTC–4  |                 |                 |                                                                    | Miami Publik: 34 871 Domare: Benito Archundia (Mexiko) | Miami Publik: 34 871 Domare: Benito Archundia (Mexiko) |

| 11          | 25 juli 1996 | USA | 0 – 0   | Kina | Orange Bowl                                              |                                                          |
| 18:30 UTC–4 | 18:30 UTC–4  |     | Rapport |      | Miami Publik: 55 650 Domare: Pierluigi Collina (Italien) | Miami Publik: 55 650 Domare: Pierluigi Collina (Italien) |
| 18:30 UTC–4 | 18:30 UTC–4  |     |         |      | Miami Publik: 55 650 Domare: Pierluigi Collina (Italien) | Miami Publik: 55 650 Domare: Pierluigi Collina (Italien) |
| 18:30 UTC–4 | 18:30 UTC–4  |     |         |      | Miami Publik: 55 650 Domare: Pierluigi Collina (Italien) | Miami Publik: 55 650 Domare: Pierluigi Collina (Italien) |

| 12          | 25 juli 1996 | Danmark          | 1 – 3           | Sverige                                   | Citrus Bowl                                                    |                                                                |
| 18:30 UTC–4 | 18:30 UTC–4  | Helle Jensen 90′ | (0 – 0) Rapport | 62′, 68′ Malin Swedberg 76′ Lena Videkull | Orlando Publik: 17 020 Domare: Cláudia Vasconcelos (Brasilien) | Orlando Publik: 17 020 Domare: Cláudia Vasconcelos (Brasilien) |
| 18:30 UTC–4 | 18:30 UTC–4  |                  |                 |                                           | Orlando Publik: 17 020 Domare: Cláudia Vasconcelos (Brasilien) | Orlando Publik: 17 020 Domare: Cláudia Vasconcelos (Brasilien) |
| 18:30 UTC–4 | 18:30 UTC–4  |                  |                 |                                           | Orlando Publik: 17 020 Domare: Cláudia Vasconcelos (Brasilien) | Orlando Publik: 17 020 Domare: Cláudia Vasconcelos (Brasilien) |

### Grupp F
| Nr | Lag       | S | V | O | F | GM | IM | MS | P |
| -- | --------- | - | - | - | - | -- | -- | -- | - |
| 1  | Norge     | 3 | 2 | 1 | 0 | 9  | 4  | +5 | 7 |
| 2  | Brasilien | 3 | 1 | 2 | 0 | 5  | 3  | +2 | 5 |
| 3  | Tyskland  | 3 | 1 | 1 | 1 | 6  | 6  | 0  | 4 |
| 4  | Japan     | 3 | 0 | 0 | 3 | 2  | 9  | −7 | 0 |

| 1           | 21 juli 1996 | Norge                                     | 2 – 2           | Brasilien                | Robert F. Kennedy Memorial Stadium                             |                                                                |
| 15:00 UTC–4 | 15:00 UTC–4  | Linda Medalen 32′ Ann Kristin Aarønes 68′ | (1 – 0) Rapport | 57′, 89′ Delma Gonçalves | Washington Publik: 45 946 Domare: José García Aranda (Spanien) | Washington Publik: 45 946 Domare: José García Aranda (Spanien) |
| 15:00 UTC–4 | 15:00 UTC–4  |                                           |                 |                          | Washington Publik: 45 946 Domare: José García Aranda (Spanien) | Washington Publik: 45 946 Domare: José García Aranda (Spanien) |
| 15:00 UTC–4 | 15:00 UTC–4  |                                           |                 |                          | Washington Publik: 45 946 Domare: José García Aranda (Spanien) | Washington Publik: 45 946 Domare: José García Aranda (Spanien) |

| 2           | 21 juli 1996 | Tyskland                                                 | 3 – 2           | Japan                           | Legion Field                                                |                                                             |
| 13:30 UTC–4 | 13:30 UTC–4  | Bettina Wiegmann 5′ Yumi Tomei 29′ (sjm.) Heidi Mohr 52′ | (2 – 2) Rapport | 18′ Futaba Kioka 33′ Akemi Noda | Birmingham Publik: 44 211 Domare: Sonia Denoncourt (Kanada) | Birmingham Publik: 44 211 Domare: Sonia Denoncourt (Kanada) |
| 13:30 UTC–4 | 13:30 UTC–4  |                                                          |                 |                                 | Birmingham Publik: 44 211 Domare: Sonia Denoncourt (Kanada) | Birmingham Publik: 44 211 Domare: Sonia Denoncourt (Kanada) |
| 13:30 UTC–4 | 13:30 UTC–4  |                                                          |                 |                                 | Birmingham Publik: 44 211 Domare: Sonia Denoncourt (Kanada) | Birmingham Publik: 44 211 Domare: Sonia Denoncourt (Kanada) |

| 5           | 23 juli 1996 | Norge                                                   | 3 – 2           | Tyskland                              | Robert F. Kennedy Memorial Stadium                           |                                                              |
| 18:30 UTC–4 | 18:30 UTC–4  | Ann Kristin Aarønes 5′ Linda Medalen 34′ Hege Riise 65′ | (2 – 1) Rapport | 32′ Bettina Wiegmann 62′ Birgit Prinz | Washington Publik: 28 000 Domare: Edward Lennie (Australien) | Washington Publik: 28 000 Domare: Edward Lennie (Australien) |
| 18:30 UTC–4 | 18:30 UTC–4  |                                                         |                 |                                       | Washington Publik: 28 000 Domare: Edward Lennie (Australien) | Washington Publik: 28 000 Domare: Edward Lennie (Australien) |
| 18:30 UTC–4 | 18:30 UTC–4  |                                                         |                 |                                       | Washington Publik: 28 000 Domare: Edward Lennie (Australien) | Washington Publik: 28 000 Domare: Edward Lennie (Australien) |

| 6           | 23 juli 1996 | Brasilien                                     | 2 – 0           | Japan | Legion Field                                               |                                                            |
| 16:30 UTC–4 | 16:30 UTC–4  | Kátia Cilene Teixeira 68′ Delma Gonçalves 78′ | (0 – 0) Rapport |       | Birmingham Publik: 26 111 Domare: Ingrid Jonsson (Sverige) | Birmingham Publik: 26 111 Domare: Ingrid Jonsson (Sverige) |
| 16:30 UTC–4 | 16:30 UTC–4  |                                               |                 |       | Birmingham Publik: 26 111 Domare: Ingrid Jonsson (Sverige) | Birmingham Publik: 26 111 Domare: Ingrid Jonsson (Sverige) |
| 16:30 UTC–4 | 16:30 UTC–4  |                                               |                 |       | Birmingham Publik: 26 111 Domare: Ingrid Jonsson (Sverige) | Birmingham Publik: 26 111 Domare: Ingrid Jonsson (Sverige) |

| 9           | 25 juli 1996 | Norge                                                             | 4 – 0           | Japan | Robert F. Kennedy Memorial Stadium                                |                                                                   |
| 18:30 UTC–4 | 18:30 UTC–4  | Marianne Pettersen 25′, 86′ Linda Medalen 60′ Trine Tangeraas 74′ | (1 – 0) Rapport |       | Washington Publik: 30 237 Domare: Omer Al Mehannah (Saudiarabien) | Washington Publik: 30 237 Domare: Omer Al Mehannah (Saudiarabien) |
| 18:30 UTC–4 | 18:30 UTC–4  |                                                                   |                 |       | Washington Publik: 30 237 Domare: Omer Al Mehannah (Saudiarabien) | Washington Publik: 30 237 Domare: Omer Al Mehannah (Saudiarabien) |
| 18:30 UTC–4 | 18:30 UTC–4  |                                                                   |                 |       | Washington Publik: 30 237 Domare: Omer Al Mehannah (Saudiarabien) | Washington Publik: 30 237 Domare: Omer Al Mehannah (Saudiarabien) |

| 10          | 25 juli 1996 | Brasilien | 1 – 1           | Tyskland          | Legion Field                                                |                                                             |
| 18:30 UTC–4 | 18:30 UTC–4  | Sissi 53′ | (0 – 1) Rapport | 4′ Pia Wunderlich | Birmingham Publik: 28 319 Domare: Sonia Denoncourt (Kanada) | Birmingham Publik: 28 319 Domare: Sonia Denoncourt (Kanada) |
| 18:30 UTC–4 | 18:30 UTC–4  |           |                 |                   | Birmingham Publik: 28 319 Domare: Sonia Denoncourt (Kanada) | Birmingham Publik: 28 319 Domare: Sonia Denoncourt (Kanada) |
| 18:30 UTC–4 | 18:30 UTC–4  |           |                 |                   | Birmingham Publik: 28 319 Domare: Sonia Denoncourt (Kanada) | Birmingham Publik: 28 319 Domare: Sonia Denoncourt (Kanada) |

## Slutspel

### Slutspelsträd
|  | Semifinaler           | Semifinaler           |   |                         | Final                   | Final |  |
|  |                       |                       |   |                         |                         |       |  |
|  | 28 juli 1996 - Athens |                       |   |                         |                         |       |  |
|  | Kina                  | 3                     |   |                         |                         |       |  |
|  | Brasilien             | 2                     |   |                         |                         |       |  |
|  |                       |                       |   |                         |                         |       |  |
|  |                       |                       |   |                         | 1 augusti 1996 - Athens |       |  |
|  |                       |                       |   |                         | Kina                    | 1     |  |
|  |                       | USA                   | 2 |                         |                         |       |  |
|  |                       |                       |   |                         |                         |       |  |
|  |                       |                       |   |                         |                         |       |  |
|  |                       |                       |   |                         | Bronsmatch              |       |  |
|  | 28 juli 1996 - Athens | 28 juli 1996 - Athens |   | 1 augusti 1996 - Athens | 1 augusti 1996 - Athens |       |  |
|  | Norge                 | 1                     |   | Brasilien               | 0                       |       |  |
|  | USA (e.f.)            | 2                     |   |                         | Norge                   | 2     |  |

### Semifinaler
| 13          | 28 juli 1996 | Kina                                | 3 – 2           | Brasilien                              | Sanford Stadium                                        |                                                        |
| 15:00 UTC–4 | 15:00 UTC–4  | Sun Qingmei 5′ Wei Haiying 83′, 90′ | (1 – 0) Rapport | 67′ Roseli de Belo 72′ Delma Gonçalves | Athens Publik: 64 196 Domare: Ingrid Jonsson (Sverige) | Athens Publik: 64 196 Domare: Ingrid Jonsson (Sverige) |
| 15:00 UTC–4 | 15:00 UTC–4  |                                     |                 |                                        | Athens Publik: 64 196 Domare: Ingrid Jonsson (Sverige) | Athens Publik: 64 196 Domare: Ingrid Jonsson (Sverige) |
| 15:00 UTC–4 | 15:00 UTC–4  |                                     |                 |                                        | Athens Publik: 64 196 Domare: Ingrid Jonsson (Sverige) | Athens Publik: 64 196 Domare: Ingrid Jonsson (Sverige) |

| 14          | 28 juli 1996 | Norge             | 0000 1 – 2 (e.fl.) | USA                                              | Sanford Stadium                                         |                                                         |
| 17:30 UTC–4 | 17:30 UTC–4  | Linda Medalen 18′ | (1 – 0) Rapport    | 76′ (str.) Michelle Akers 100′ Shannon MacMillan | Athens Publik: 64 196 Domare: Sonia Denoncourt (Kanada) | Athens Publik: 64 196 Domare: Sonia Denoncourt (Kanada) |
| 17:30 UTC–4 | 17:30 UTC–4  |                   |                    |                                                  | Athens Publik: 64 196 Domare: Sonia Denoncourt (Kanada) | Athens Publik: 64 196 Domare: Sonia Denoncourt (Kanada) |
| 17:30 UTC–4 | 17:30 UTC–4  |                   |                    |                                                  | Athens Publik: 64 196 Domare: Sonia Denoncourt (Kanada) | Athens Publik: 64 196 Domare: Sonia Denoncourt (Kanada) |

### Bronsmatch
| 15          | 1 augusti 1996 | Brasilien | 0 – 2           | Norge                        | Sanford Stadium                                        |                                                        |
| 18:00 UTC–4 | 18:00 UTC–4    |           | (0 – 2) Rapport | 21′, 25′ Ann Kristin Aarønes | Athens Publik: 76 489 Domare: Ingrid Jonsson (Sverige) | Athens Publik: 76 489 Domare: Ingrid Jonsson (Sverige) |
| 18:00 UTC–4 | 18:00 UTC–4    |           |                 |                              | Athens Publik: 76 489 Domare: Ingrid Jonsson (Sverige) | Athens Publik: 76 489 Domare: Ingrid Jonsson (Sverige) |
| 18:00 UTC–4 | 18:00 UTC–4    |           |                 |                              | Athens Publik: 76 489 Domare: Ingrid Jonsson (Sverige) | Athens Publik: 76 489 Domare: Ingrid Jonsson (Sverige) |

### Final
| 16          | 1 augusti 1996 | Kina        | 1 – 2           | USA                                        | Sanford Stadium                                      |                                                      |
| 20:30 UTC–4 | 20:30 UTC–4    | Sun Wen 32′ | (1 – 1) Rapport | 19′ Shannon MacMillan 68′ Tiffeny Milbrett | Athens Publik: 76 489 Domare: Bente Skogvang (Norge) | Athens Publik: 76 489 Domare: Bente Skogvang (Norge) |
| 20:30 UTC–4 | 20:30 UTC–4    |             |                 |                                            | Athens Publik: 76 489 Domare: Bente Skogvang (Norge) | Athens Publik: 76 489 Domare: Bente Skogvang (Norge) |
| 20:30 UTC–4 | 20:30 UTC–4    |             |                 |                                            | Athens Publik: 76 489 Domare: Bente Skogvang (Norge) | Athens Publik: 76 489 Domare: Bente Skogvang (Norge) |

## Statistik

### Skytteligan
4 mål
| - Pretinha - Ann Kristin Aarønes | - Linda Medalen |

3 mål
| - Sun Qingmei | - Shannon MacMillan |

2 mål
| - Shi Guihong - Wei Haiying - Marianne Pettersen - Malin Swedberg | - Bettina Wiegmann - Tiffeny Milbrett - Tisha Venturini |

1 mål
| - Kátia - Roseli - Sissi - Helle Jensen - Lene Madsen - Futaba Kioka - Akemi Noda - Fan Yunjie - Liu Ailing - Sun Wen | - Zhao Lihong - Hege Riise - Trine Tangeraas - Lena Videkull - Heidi Mohr - Birgit Prinz - Pia Wunderlich - Michelle Akers - Mia Hamm |

Självmål
| - Yumi Tomei (mot Tyskland) | - Carla Overbeck (mot Sverige) |

### Slutställning
Matcher avgjorda under förlängning räknas som vinst respektive förlust, matcher avgjorda efter straffsparksläggning räknas som oavgjort.
| Nr | Lag       | S | V | O | F | GM | IM | MS | P  |
| -- | --------- | - | - | - | - | -- | -- | -- | -- |
| 1  | USA       | 5 | 4 | 1 | 0 | 9  | 3  | +6 | 13 |
| 2  | Kina      | 5 | 3 | 1 | 1 | 11 | 5  | +6 | 10 |
| 3  | Norge     | 5 | 3 | 1 | 1 | 12 | 6  | +6 | 10 |
| 4  | Brasilien | 5 | 1 | 2 | 2 | 7  | 8  | −1 | 5  |
| 5  | Tyskland  | 3 | 1 | 1 | 1 | 6  | 6  | 0  | 4  |
| 6  | Sverige   | 3 | 1 | 0 | 2 | 4  | 5  | −1 | 3  |
| 7  | Japan     | 3 | 0 | 0 | 3 | 2  | 9  | −7 | 0  |
| 8  | Danmark   | 3 | 0 | 0 | 3 | 2  | 11 | −9 | 0  |

## Medaljörer
| Gren               | Guld | Silver | Brons |
| Damernas turnering | USA · Mary Harvey · Cindy Parlow · Carla Overbeck · Tiffany Roberts · Brandi Chastain · Staci Wilson · Shannon MacMillan · Mia Hamm · Michelle Akers-Stahl · Julie Foudy · Carin Gabarra · Kristine Lilly · Joy Fawcett · Tisha Venturini · Tiffeny Milbrett · Briana Scurry | Kina · Zhong Honglian · Wang Liping · Fan Yunjie · Yu Hongqi · Xie Huilin · Zhao Lihong · Wei Haiying · Shui Qingxia · Sun Wen · Liu Ailing · Sun Qingmei · Wen Lirong · Liu Ying · Chen Yufeng · Shi Guihong · Gao Hong | Norge · Bente Nordby · Agnete Carlsen · Gro Espeseth · Nina Nymark Andersen · Merete Myklebust · Hege Riise · Anne Nymark Andersen · Heidi Støre · Marianne Pettersen · Linda Medalen · Brit Sandaune · Kjersti Thun · Tina Svensson · Tone Haugen · Trine Tangeraas · Ann-Kristin Aarønes · Tone Gunn Frustøl · Reidun Seth · Ingrid Sternhoff |